# Body art

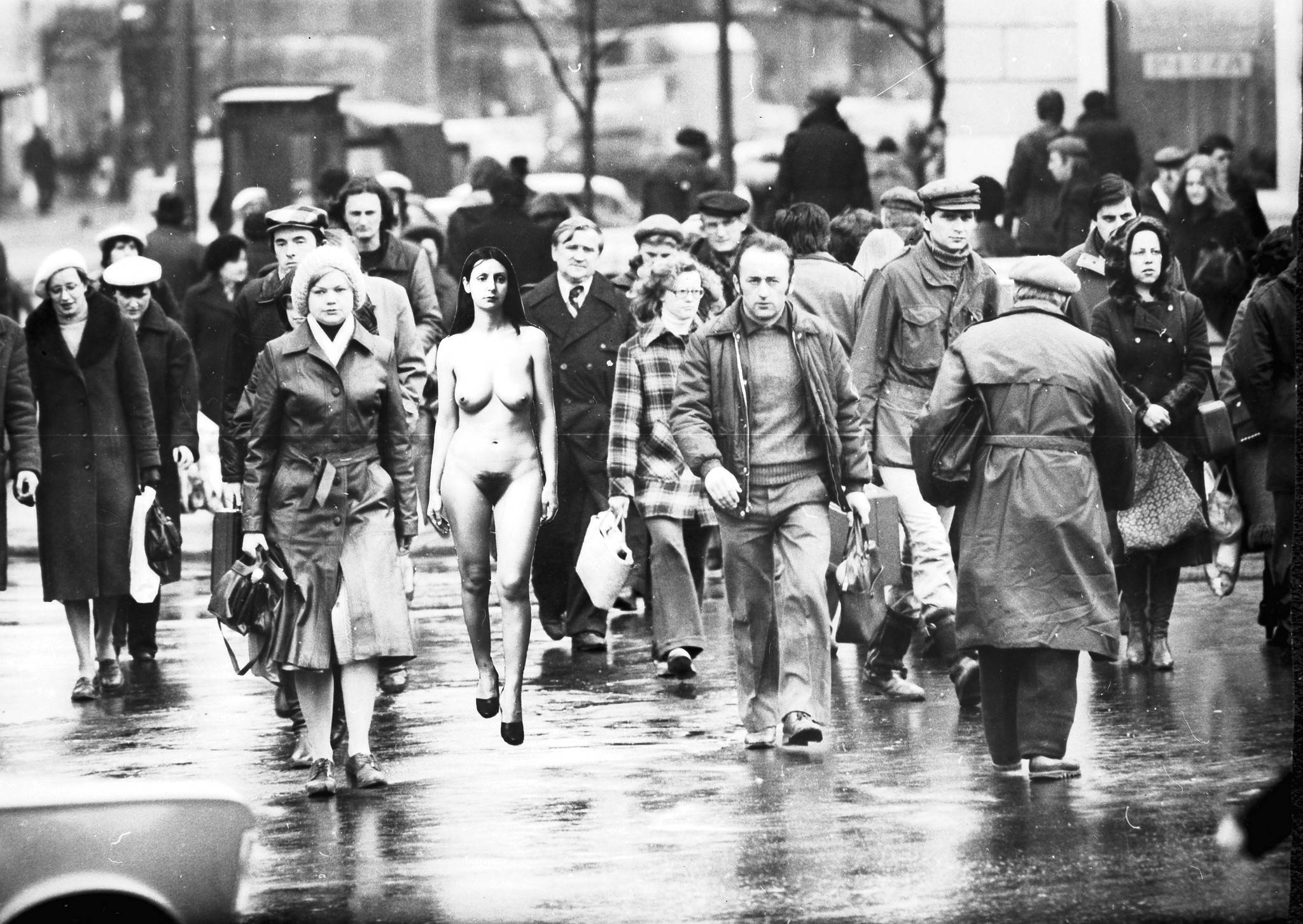
Samoidentyfikacja, Ewa Partum

Body art (ang. sztuka ciała) – kierunek w sztuce, w którym materiałem i środkiem ekspresji jest ciało artysty. Nurt pojawił się po raz pierwszy w drugiej połowie lat 60. XX w. w takich działaniach artystycznych, jak performance czy happening.

## Historia
Body art traktuje człowieka jako jedność umysłu i ciała, czym odróżnia się od tradycyjnych sztuk operujących ciałem, jak np. teatr. Aktor wykorzystuje swoje ciało jako narzędzie do wyrażania przeżyć fikcyjnej postaci, natomiast artyści tworzący w nurcie body artu badają relacje między ich własną fizycznością a ich własną psychiką, traktując działania artystyczne jako swoiste źródło samopoznania. Niektórzy z nich powodowali nawet w tym celu skrajne doświadczenia, tak jak Chris Burden, który podczas jednej z akcji artystycznych dał się postrzelić w ramię, czy Qi Li, który zamroził się na śmierć.
Przedstawicielami body artu są m.in.: Marina Abramović, Bruce Nauman, Vito Acconci, Chris Burden, Gina Pane, Orlan.
Akcje odbywały się z udziałem publiczności, z którą artysta nawiązywał bezpośredni kontakt. Dokonywał się on jednak nie za pomocą słów, lecz przez odwołanie się do wrażliwości widza, czy też jego fizycznej „sympatii”. Ciało podlegało przekształceniu przez przebranie (Journiac, Lüthi), służyło jako jednostka miary lub instrument (Rinke), poddawane było agresji i doświadczane do granic cierpienia (Pane, akcjoniści wiedeńscy), eksponowane w miniakcjach teatralnych (Joan Jonas), czy też działaniach prześmiewczych, kiedy to podlegało deformacji lub drobnej nieszkodliwej agresji (Nauman, Samaras, Acconci). We wszystkich tych przypadkach przestrzegano jednej zasady: akcje body art przebiegały w jednym miejscu, najczęściej galeriach, zgodnie z opracowanym scenariuszem, filmem czy fotografią. W najambitniejszych akcjach ciało traktowane było nie tylko jako organizm psychosomatyczny, lecz jako element podporządkowany strukturze społecznej, którą należało przełamać lub co najmniej przekształcić. Ta właśnie tendencja przejawiała się, obok aspektu duchowości, w działaniach Pane w latach 70. i w wersji całkowicie odmiennej u niektórych akcjonistów.
W obrębie body art pojawiły się dwa nurty: pierwszy z nich skłaniał się ku metamorfozie, odwołując się do fikcyjnej postaci Rose Selavy wykreowanej przez Duchampa, drugi natomiast sięgał do działań sadomasochistycznych, wywołując współczucie lub odrazę widzów.
Prekursorami sztuki ciała byli Yves Klein, Piero Manzoni i Marcel Duchamp. Pierwszy z nich w 1958 r. organizował performance, w czasie których młode, nagie modelki, pokryte niebieską farbą, układały się na białym płótnie. W 1961 r. Piero Manzoni składa swój podpis w dolnej części pleców swoich modeli, które określa jako żywe rzeźby. W 1919 r. Marcel Duchamp w akcji zatytułowanej Tonsure kazał sobie wymalować gwiazdę na czubku czaszki. Poprzez bezpośrednią interwencję dokonaną na ciele otworzył nowe pole do eksperymentów w sztuce lat 70. Mimo spektakularnych i prowokacyjnych zachowań przyjętych przez artystów body art głównym ich dążeniem pozostaje niezachwiane pragnienie niewerbalnej, bezpośredniej i emocjonalnej komunikacji. W ten sposób starają się przesunąć granice sztuki tradycyjnej, którą uważają za zbyt odległą od życia i jego podstawowych sił napędowych: narodzin, przyjemności, cierpienia i śmierci.

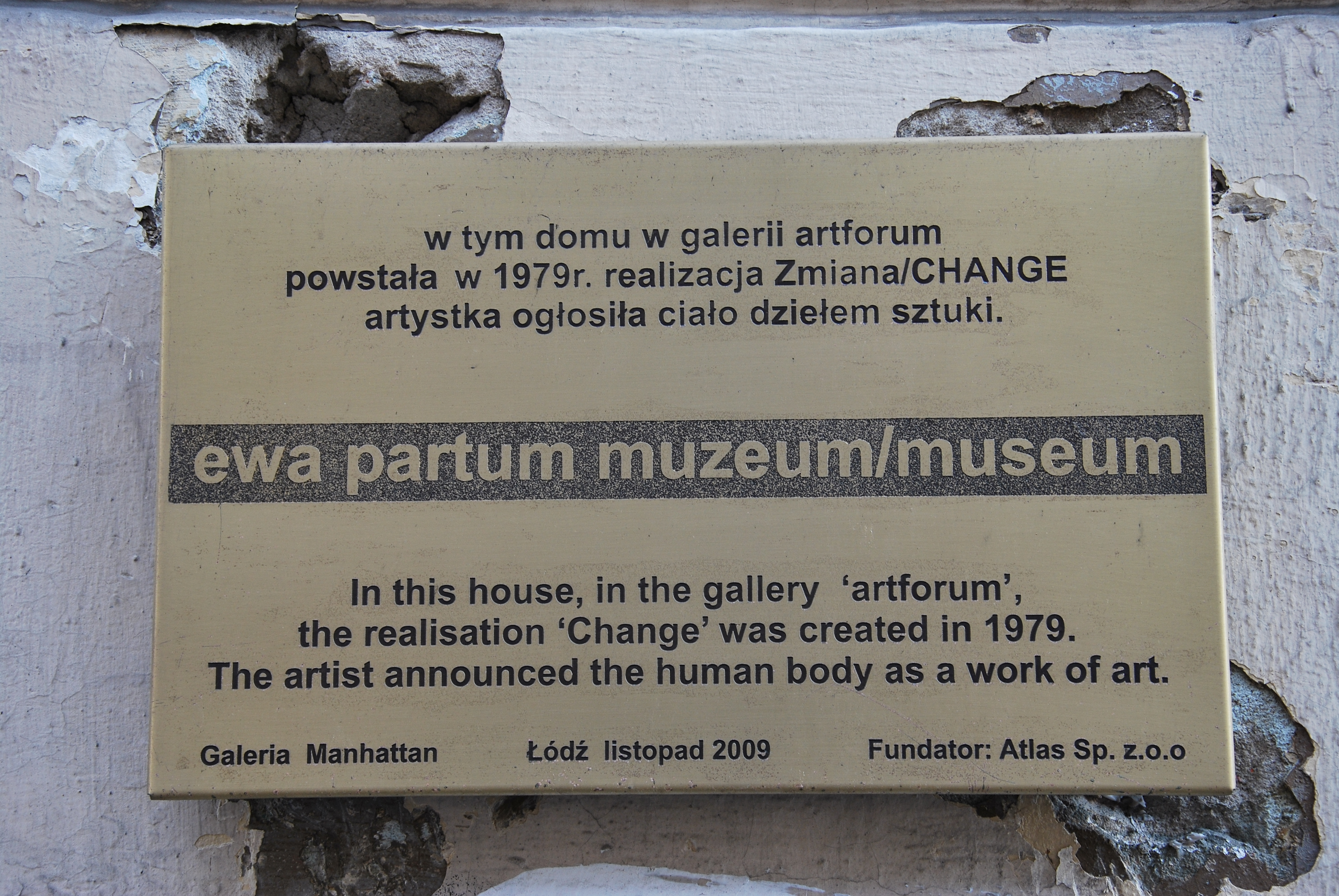
Tabliczka w Łodzi przy ul. Jaracza 7

Wyjątkowo gwałtowny charakter miały przedstawienia akcjonistów wiedeńskich. Były one bulwersujące do tego stopnia, że niektórym jego twórcom wytoczono sprawy sądowe za okrucieństwo i obrazę moralności. Słynne były zwłaszcza ponure inscenizacje Hermana Nitscha, podobne do mszy satanistycznych, podczas których uczestnicy rytuału patroszyli zwierzęta ofiarne, a następnie smarowali ciała ich krwią.
Termin body art bywa również rozumiany bardzo szeroko. Określa się nim wszelką sztukę wykorzystującą ciało człowieka (teatr, taniec itd.) lub zgłębiającą tematykę ciała, włączając takie dziedziny jak m.in. malarstwo, rzeźba, sztuka wideo, fotografia.
W Polsce prekursorką sztuki ciała była m.in. Ewa Partum.